# Канадская хартия прав и свобод
Кана́дская ха́ртия прав и свобо́д (англ. Canadian Charter of Rights and Freedoms, фр. Charte canadienne des droits et libertés) — декларация прав, образующая первую часть Конституционного акта 1982. Её целью является защита прав канадских граждан от антиобщественных поступков, политики и законов федерального и провинциальных правительств и объединение канадцев вокруг совокупности ценностей, воплощающих эти права.
Хартии предшествовала Канадская декларация прав, введённая правительством Джона Дифенбейкера в 1960 г. Между тем, Декларация прав была скорее лишь федеральным законом, а не конституционным документом и, следовательно, имела более ограниченную силу и легко поддавалась исправлению. К тому же, в качестве федерального закона она не могла применяться в основных и рядовых провинциальных законах. Эти недостатки побуждают некоторых членов правительства заняться улучшением защиты прав наподобие международного движения в защиту прав и свобод человека, после Второй мировой войны представившего Всеобщую декларацию прав человека. Хартия введена в силу Актом 1982 о Канаде, принятым британским парламентом в правление премьер-министра Пьера Эллиота Трюдо в 1982.
Самыми значительными последствиями принятия Хартии стало значительное увеличение важности судебного рассмотрения, потому что в ней более определённо выражена гарантия прав и роль судей в их применении, чего не было в Декларации прав. Суды, сталкивающиеся с нарушением прав из Хартии, признали недействительными некоторые федеральные и провинциальные законы или части определённых законов. Именно им Хартия предоставила новые полномочия по самостоятельному введению средств защиты и даже исключению средств доказывания во время судебных процессов. Эти полномочия шире, чем существовавшие прежде в режиме common law и при системе управления, построенной под влиянием Соединённого королевства по принципу парламентского суверенитета. Соответственно, Хартия, поддержанная большинством канадцев, критикуется теми, кто противится расширению судебной власти.
Хартия применяется исключительно к деятельности государственного механизма (федеральных, провинциальных и муниципальных парламентов и правительств, а также государственных школьных комиссий), а не к частным отношениям граждан между собой.

## Положения
На основании Хартии лица, физически находящиеся в Канаде, пользуются многочисленными гражданскими и политическими правами. Большинство прав могут осуществляться любым субъектом права, включая предприятия (юридические лица), но определённые права распространяются исключительно на физических лиц, то есть на канадских граждан. Права применяются судами на основании статьи 24 Хартии, которая позволяет судам предоставлять средства защиты тем, чьи права были нарушены. Эта статья также позволяет судам исключать доказательства, полученные способом, нарушающим Хартию, и могущие повлиять на уважение к органам правосудия. Статья 32 утверждает, что Хартия применяется в отношении ко всем вопросам, относящимся к компетенции федерального правительства, включая вопросы, касающиеся территорий в его подчинении и относящиеся к компетенции правительств провинций.
Хартия закрепляет следующие права и свободы:
основные свободы (статья 2): свобода совести, свобода вероисповедания, свобода мысли, свобода убеждений, свобода мнения, свобода слова и свобода печати, свобода собраний с мирными целями и свобода ассоциаций.
демократические права: вообще говоря, право участвовать в политической деятельности и право на демократию:
Статья 3: право голосовать и быть избранным на выборах.
Статья 4: максимальная продолжительность полномочий законодательных собраний составляет пять лет.
Статья 5: законодательные собрания заседают, по меньшей мере, один раз в каждые двенадцать месяцев.
свобода передвижения и местожительства (статья 6): право выезжать из Канады и возвращаться и селиться в любой провинции или иметь местожительство за пределами Канады.
судебные гарантии: право лиц в их отношениях с системой правосудия и силами охраны порядка на:
Статья 7: жизнь, свободу и безопасность личности.
Статья 8: защиту от необоснованных обысков и наложения ареста на имущество.
Статья 9: защиту от произвольного лишения свободы.
Статья 10: права в случае ареста или задержания, в частности обращаться к помощи адвоката и быть информированным об этом праве.
Статья 11: права в уголовно-правовой области, в том числе презумпцию невиновности.
Статья 12: защиту от жестокого и необычного обращения или наказания.
Статья 13: то, что никакие свидетельские показания, которые он дал, не будут использованы для обвинения в другом судебном процессе.
Статья 14: помощь переводчика во время судебного процесса.
право на равенство (статья 15): право на равную защиту закона, независимо от каких-либо различий.
языковые права: вообще говоря, право использовать либо английский, либо французский языки в отношениях с канадским федеральным правительством и определёнными провинциальными правительствами. Языковые права, закреплённые в Хартии, включают:
Статья 16: английский и французский языки являются официальными языками Канады и Нью-Брансуика.
Статья 16.1: английский и французский языки имеют одинаковый статус и равные права.
Статья 17: право употреблять английский или французский язык в деятельности Парламента Канады и Законодательного собрания Нью-Брансуика.
Статья 18: Законы, архивные материалы, отчёты и протоколы заседаний Парламента и Законодательного собрания Нью-Брансуика печатаются на английском и французском языках.
Статья 19: английский или французский языки могут употребляться во всех делах, представляемых на рассмотрение в суды, учреждённые Парламентом, и суды Нью-Брансуика.
Статья 20: право употреблять английский или французский язык для передачи сообщений в местонахождение или центральные органы правительств Канады и Нью-Брансуика, а также получать сообщения от этих органов.
Статья 21: сохранение прав в отношении к английскому или французскому языку или к ним обоим, которые существуют на основе какого-либо иного положения Конституции Канады.
Статья 22: то, что в Хартии упоминаются права лишь английского и французского языков, не отменяет какие-либо права в отношении иного языка, кроме английского и французского (например, права на использование коренных языков сохраняются, даже притом что они не упомянуты в Хартии особо).
право обучения на языке меньшинства (Статья 23): Граждане Канады из англоязычного или франкоязычного меньшинства имеют право обучения на своём языке.
Эти права могут ограничиваться только нормами права в пределах, считаемых разумными (статья 1), и от них могут происходить отступления (статья 33). Условие о пределах, считаемых разумными, позволяет правительствам оправдывать определённые нарушения прав из Хартии. Каждое дело, в котором судебный орган обнаруживает нарушение Хартии, сделает, таким образом, неизбежным анализ статьи 1 для определения, может ли право быть сохранено. Нарушения сохраняются, если задачей правительственной деятельности является достижение цели, признанной неотложной или важной в рамках свободного и демократического общества, если оправдание нарушения может быть доказано. Так, статья 1 использовалась для сохранения законов, запрещающих определённое поведение, в том числе полные ненависти речи и непристойности, в действительности гарантируемое Хартией как имеющее отношение к свободе выражения мнения. Статья 1 подтверждает также, что гарантируются все права, которые указаны в Хартии.
Положение об отступлении разрешает правительствам временно выходить за пределы прав и свобод, содержащихся в статье 2 и статьях 7—15, на максимальный срок в пять лет; при превышении этого срока использование положения должно быть возобновлено, иначе закон, в который оно включено, теряет силу. Федеральное правительство никогда не обращалось к нему, и считается, что его использование может иметь серьёзные политические последствия. В прошлом положение об отступлении систематически использовалось правительством Квебека (возражавшим против введения Хартии, но принявшим её). Провинции Саскачеван и Альберта также прибегали к положению об отступлении, соответственно, для прекращения стачки и для защиты традиционного (гетеросексуального) определения брака. Территория Юкон также приняла закон, ссылающийся на положение об отступлении, но он так и не вступил в силу.
Остальные статьи описывают претворение Хартии в жизнь.
Статья 25: Хартия не посягает на исконные права или свободы коренных народов. Права коренных жителей, включая права, вытекающие из договоров, дополнительно защищены статьёй 35 Конституционного акта 1982.
Статья 26: Хартия не отрицает другие права и свободы, существующие в Канаде.
Статья 27: Хартия должна толковаться образом, согласующимся с целями сохранения и приумножения многокультурного наследия.
Статья 28: перечисленные в Хартии права и свободы в равной мере гарантируются лицам обоего пола.
Статья 29: не умаляются права и привилегии в отношении конфессиональных школ.
Статья 30: настоящая Хартия в равной мере относится к территориям.
Статья 31: Хартия не распространяется на законодательные полномочия какого-либо органа.
Наконец, статья 34 объявляет, что первые 34 статьи Конституционного акта 1982 могут цитироваться как Канадская хартия прав и свобод.

## История
Большинство прав и свобод, которые защищает Хартия, в том числе свобода выражения мнения, habeas corpus и презумпция невиновности, берёт начало от совокупности канадских законов и судебных прецедентов, часто называемых «неявная хартия прав». Многие из этих прав были включены и в Канадскую декларацию прав, принятую Парламентом Канады в 1960 году. Однако Декларация прав имела ряд недостатков. В отличие от Хартии, это был всего лишь обычный закон, который мог быть исправлен простым большинством в Парламенте и применялся лишь к федеральному правительству. Суды также склонялись к консервативной интерпретации Декларации; они пользовались ей очень редко, чтобы признать недействительным какой-либо вредный закон. Декларация прав не включала в себя все права, представленные сегодня в Хартии: в ней опускалось, например, избирательное право и свобода передвижения по Канаде. Она также не устанавливала официального билингвизма, который был введён на федеральном уровне Законом об официальных языках в 1969 году (Нью-Брансуик, где проживает значительное меньшинство, говорящее на французском языке, также принял закон об официальном билингвизме в том же году и затем продолжил эту политику, закрепив это в Хартии).
Столетие канадской конфедерации в 1967 году вызвало в правительстве большой интерес к конституционной реформе. Предполагаемые реформы включали улучшение охраны прав и репатриацию конституции, что означало, что Парламент Соединённого королевства больше не должен будет давать своё согласие на конституционные поправки. Тогдашний генеральный прокурор Пьер Трюдо даёт профессору права Бари Страйеру поручение установить возможность создания хартии прав. При написании своего отчёта Страйер советуется с довольно большим числом знатоков права, включая Уолтера Тарнопольского. В отчёте Страйер приводит ряд идей, затем включённых в Хартию, в частности защиту языковых прав. Страйер рекомендует также исключить хозяйственные права. Наконец, он рекомендует разрешить определённые пределы исполнения прав. Эти пределы включены в разумные пределы и отступления в Хартии. В 1968 году Страйер назначен директором отдела конституционного права Канцелярии Тайного совета, а в 1974 году он становится заместителем помощника министра юстиции. В эти годы Страйер участвует в написании Хартии, которая, в конечном счете, была принята.
В это время Трюдо, ставший главой Либеральной партии и премьер-министром Канады в 1968 году, по-прежнему желает создать конституционную хартию прав. В 1971 году федеральное правительство и провинции обсуждают создание такой хартии во время переговоров о репатриации, на которых была создана Викторийская хартия. Эта хартия так и не была принята. Трюдо, однако, упорствует в своём стремлении к репатриации конституции; в ходе референдума 1980 в Квебеке он обещает перемены, если победит вариант «НЕТ». В 1982 году, по принятии Акта 1982 года о Канаде вступает в силу Конституционный акт 1982 года.
Много обсуждается включение хартии прав в Конституционный акт. 2 октября 1980 года Трюдо обращается к канадцам по телевидению и объявляет о своём намерении репатриировать конституцию в одностороннем порядке, включив в неё хартию прав, которая будет гарантировать равенство, основные свободы, демократические права, право на передвижение, предоставлять юридические и языковые гарантии. Он не хотел бы включать туда положение об отступлении. Его предложение получает определённую народную поддержку, но руководители провинций возражают против потенциального ограничения их полномочий. Прогрессивно-консервативная оппозиция опасается либерального уклона в судах, когда они будут призваны защищать права. К тому же, британский Парламент напоминает о своём праве поддерживать древнюю форму правления Канады. По предложению консерваторов правительство Трюдо соглашается-таки образовать комитет сенаторов и депутатов для более глубокого рассмотрения предлагаемой хартии и плана репатриации. В ходе этого рассмотрения 90 часов ушло лишь на изучение хартии прав, что было заснято для телевизионного вещания, а знатоки политических прав и различные заинтересованные группы провели обсуждения лакун и уязвимых мест хартии и их предложений по их устранению. Так как в Канаде существует система парламентского режима и судьи не воспринимаются, как когда-то, как достаточно эффективные защитники прав, желание Трюдо назвать их хранителями Хартии поставлено под сомнение. Прогрессивно-консервативная партия утверждает, что народные избранники более заслуживают доверия. При случае было решено предоставить эти полномочия судам. Под давлением анархистских групп судьи получили даже полномочия по исключению средств доказывания во время судебного процесса, если эти средства были получены способом, противоречащим Хартии, притом что в начале это положение не должно было содержаться в Хартии. По мере того как продвигается процесс, всё больше и больше положений добавляется к Хартии, в том числе право на равенство для лиц с ограниченной трудоспособностью, более обширные гарантии равенства полов и признание канадского сосуществования культур. Положение о разумных пределах также изменяется, для того чтобы убрать акцент с важности парламентской системы и с оправдания таких пределов в рамках свободного общества; эта логика наиболее гармонировала с ростом движения за права человека по всему миру после Второй мировой войны.
В своём Примечании об изменении Конституции (1981), Верховный суд Канады решил, что существовала традиция, по которой на конституционную реформу должно быть получено определённое согласие провинций. Так как провинции не говорили о достоинствах Хартии, Трюдо вынужден согласиться с идеей о положении, позволяющем правительствам отступать от некоторых из их обязанностей. Положение об отступлении принято в соглашении, заключённом в ходе Ночи долгих споров после переговоров генерального прокурора Жана Кретьена с онтарийским министром юстиции Роем Макмертри и саскачеванским министром юстиции Роем Романовым. Давление провинциальных правительств и политического левого крыла, особенно Новой демократической партии, мешает и включению прав, защищающих частную собственность.
Однако Квебек не поддержал ни Хартию, ни Акт 1982 о Канаде. Некоторые утверждают, что пекистское правительство того времени просто было мало настроено на сотрудничество и более заинтересовано в достижении независимости Квебека. Премьер-министр Квебека Рене Левек возражает против точки зрения Трюдо, которую он находит слишком склонной к централизации; ему не сообщили о переговорах и о соглашении, заключённом ночью, и именно он дал этим событиям название «Ночь долгих споров». Квебек также возражает против прав на передвижение и прав на обучение на языке меньшинства. Несмотря ни на что, Хартия применяется к Квебеку, потому что все провинции подчиняются Конституции. Однако несогласие Квебека с репатриацией 1982 привело к двум попыткам исправить Конституцию (Мич-Лейкское и Шарлоттаунское соглашения), целью которых было, главным образом, получение согласия Квебека на канадский конституционный правопорядок; но обе эти попытки завершились неудачей.
Несмотря на то что Канадская хартия прав и свобод была принята в 1982 году, главные положения о правах на равенство (статья 15) вступают в силу лишь в 1985 году. Эта задержка позволила дать федеральному и провинциальным правительствам время на рассмотрение своих существующих законов для отмены потенциально противоречащих конституции неравенств.
Хартия изменялась после её принятия. Статья 25 изменялась в 1983 году для явного признания дополнительных прав в отношении автохтонных территориальных притязаний, а статья 16.1 была добавлена в 1993 году. Предложение поправки, гарантирующей права неродившихся детей, представленное в 1986 году, не прошло в Парламенте. Другие проекты изменения конституции, в том числе Шарлоттаунское соглашение в 1992 году, никогда не были приняты. Эти поправки оговаривали, что Хартия должна была бы интерпретироваться как признающая «общество, отличное от Квебека», и добавляли в Конституционный акт 1867 года ряд положений, касающихся равенства полов и рас, а также коллективные права и права языковых меньшинств. Соглашение обсуждалось различными заинтересованными группами; однако Трюдо (уже будучи в отставке) находил новые положения столь расплывчатыми, что опасался, как бы они не вступили в противоречие с личными правами из Хартии. Он считал, что права были бы подорваны, если бы суды должны были содействовать политике провинциальных правительств, так как правительства стали бы отвечать за языковые меньшинства. Трюдо сыграл роль первостепенной важности в движении за противодействие Шарлоттаунскому соглашению.

## Интерпретация и введение в действие
Работа по интерпретации и введению в действие Хартии прав и свобод остаётся за судами, а высшей властью по этой части является Верховный суд Канады.
При подтверждении верховенства Хартии статьёй 52 Конституционного акта 1982 года суды продолжают деятельность по признанию недействительными законов или частей законов, расцененных противоречащими конституции, чем они и занимались ранее в случаях, касавшихся федерализма. Однако по статье 24 Хартии полномочия судов возросли для ускорения аннулирования неправомерных актов и дальнейшего исключения средств доказывания во время судебного процесса. С тех пор суды вынесли ряд важных приговоров, включая Государство против Моргенталер (1988), признавший недействительным закон, запрещавший аборт в Канаде, и Вринд против Альберты (1998), в котором Верховный суд решил, что отказ провинции в предоставлении гомосексуалистам защиты от дискриминации нарушал статью 15. В последнем случае Суд впоследствии решил, что в законе подразумевалась эта защита.
С вопросами, касающимися Хартии, в суды можно обратиться различными способами. Некоторые заявители могут при этом преследоваться на основании закона, который они считают противоречащим конституции. Другие могут считать, что услуги и политика правительства применяются не в соответствии с Хартией, и просят издание предписания против правительства от первой инстанции (как в деле Дусе-Будро против Новой Шотландии (министра просвещения)). Правительство также может поднять вопрос права, поставив его перед значимыми судами; например, правительство премьер-министра Пола Мартина подняло вопрос по Хартии в случае с Примечанием о браке между лицами одного пола (2004). Провинциальные правительства также могут обращаться в свои высшие суды. Правительство Острова Принца Эдуарда поступило так, задав вопрос в свой провинциальный верховный суд по поводу судебной независимости из статьи 11.

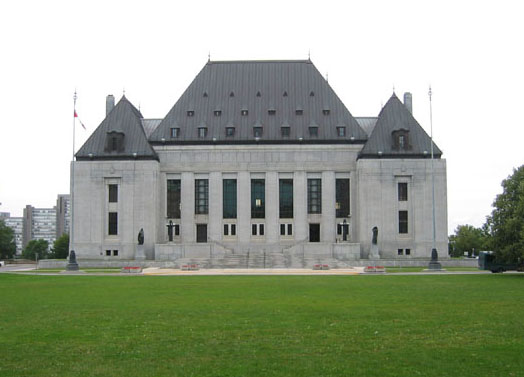
Здание Верховного суда Канады в Оттаве, высшей власти в части интерпретации Хартии.

В ходе некоторых важных дел судьи излагали различные исследования и прецеденты для интерпретации специфических положений Хартии, в том числе «исследование Оукса» для статьи 1, представленное в деле Государство против Оукса (1986) и «исследование Ло» для статьи 15, изложенное в приговоре Ло против Канады (1999). После Примечания об Автомобильном акте (Бр. К.) в 1985 применялись различные подходы к определению и расширению пределов фундаментальной справедливости в статье 7.
Вообще, суды предпочли выгодную интерпретацию прав, признанных в Хартии. Начиная с первых дел, в частности Хантер против Саутема (1984) и Государство против Big M Drug Mart (1985), судебная власть не сосредоточилась на традиционном и ограниченном понимании каждого права, как это было задумано при принятии Хартии в 1982, а изменила предел этих прав для придания им более широкого содержания. Обычно предполагают, что целью положений Хартии является приумножение прав и свобод людей в соответствии с многообразием обстоятельств за счёт полномочий правительства. Конституционный эксперт Питер Хогг в определённых случаях одобряет этот благородный подход, а в остальных — утверждает, что достижение настолько обширной совокупности прав, насколько это представляется судам, не было целью этих положений. Действительно, этот подход постоянно критикуется. Особенно этот феномен критикуют альбертинский политик Тед Мортон и профессор политологии Райнер Кнопф. Хотя они и считают, что доктрина «живого дерева» (благородные интерпретации Конституции Канады), на которой базируется этот подход, является разумной, они утверждают, что судебная практика по вопросу о Хартии была более радикальной. Когда, по мнению авторов, доктрина живого дерева применяется правильно, «вяз остаётся вязом; из него растут новые ветви, но он не превращается в дуб или иву». Эта доктрина может использоваться, например, для сохранения конкретного права, так что сама сущность права останется прежней, даже когда правительство угрожает нарушить его новыми технологиями; авторы утверждают, однако, что суды воспользовались доктриной для «создания новых прав». К примеру, авторы отмечают, что защита Хартии от самоосуждения была расширена вплоть до рассмотрения сценариев в системе правосудия, которые не регламентировались прежде правами на защиту от признания в других канадских законах.
Другим общим подходом к интерпретации прав в Хартии является учёт прецедентов, созданных в США для их Декларации прав, которая повлияла на текст Хартии и вызвала много дискуссий о пределе прав в демократической системе, основанной на common law, и о порядке применения судами хартий прав. Однако американская юриспруденция не может считаться непогрешимой. Верховный суд Канады охарактеризовал канадские и американские законы как «введённые в разных странах, в разное время и в очень разных условиях». Также были созданы юридические организации, которые часто вмешиваются в дела для поддержки судов в процессе интерпретации Хартии. Это, к примеру, Canadian Civil Liberties Association, Конгресс труда Канады и Фонд юридической защиты и просвещения женщин (ФЮЗП).
Другим подходом к Хартии, принятым в судах, является диалогический принцип, предполагающий наибольшее участие избранных правительств. Этот подход включает принятие правительствами новых законов в ответ на решения суда и признание судом их усилий, если новые законы критикуются на основании Хартии.

## Сравнение с другими декларациями прав

Американская Декларация прав повлияла на текст Хартии, но положения последней интерпретируются более консервативно. Однако канадские и американские дела часто имеют сходный результат, так как права в Хартии ограничены её статьёй 1.

Некоторые депутаты в Парламенте Канады считали, что желание закрепить хартию противоречило британской модели парламентского суверенитета. Другие утверждали, что Европейская конвенция о правах человека намного сильнее ограничивает сегодня власть британского Парламента, чем Хартия ограничивает канадский Парламент или провинциальные законодательные органы. Конституционалист Питер Хогг выдвинул гипотезу, что британцы приняли Европейскую конвенцию отчасти потому, что были вдохновлены похожим примером Канадской хартии.
Канадская хартия по многим вопросам схожа с Европейской конвенцией, особенно по условиям об ограничениях, которые содержатся и в европейском документе. Главная причина этого подобия в том, что и Канадская хартия, и Европейская конвенция созданы по образу Всеобщей декларации прав человека. Из-за этого подобия Верховный суд Канады при интерпретации Хартии руководствуется не только случаями из судебной практики, касающейся Конституции Соединённых Штатов Америки, но и из судебной практики Европейского суда по правам человека.
Главное отличие между Декларацией прав США и Канадской хартией состоит в существовании положений об ограничении и отступлении. Следовательно, канадские суды стремятся интерпретировать каждое право во благо гражданина; однако из-за ограничительного положения в случае нарушения права закон необязательно будет гарантировать защиту этого права. По сравнению с американской Декларацией права в хартии не абсолютны, и нарушение не будет признано, если только это не значительное нарушение прав. Вообще, обе конституции дают сопоставимую защиту большинства прав. Фундаментальная справедливость (в статье 7 Канадской хартии) интерпретируется так, что предполагает больше правовой защиты, чем её американский эквивалент — надлежащая правовая процедура (due process). Свобода выражения мнения в статье 2 также имеет более широкое значение, чем право на свободу слова в первой поправке к американской конституции. К примеру, в приговоре SDGMR против Dolphin Delivery (1986) Верховный суд Канады был призван выразить своё мнение о забастовочном пикете, запрещённом на основании первой американской поправки, так как речь шла о нарушении порядка (даже притом что забастовочный пикет включал несколько форм выражения, обычно защищаемых первой поправкой). Верховный суд, однако, вынес приговор, что забастовочный пикет, включая нарушения порядка, всецело защищался статьёй 2 Хартии. Затем Суд сослался на статью 1 для вынесения приговора о том, что и приказание о противодействии забастовочному пикету было справедливым. Условие о разумных пределах также позволило канадским правительствам принимать законы, которые в США противоречили бы конституции. К примеру, Верховный суд Канады поддержал некоторые ограничения на использование английского языка в объявлениях в Квебеке и поддержал публикационные запреты, мешающие СМИ упоминать имена несовершеннолетних преступников.
Статья 28 Хартии выполняет похожую функцию, что и поправка о равных правах (Equal Rights Amendment) в США. Однако американская поправка о равенстве прав к настоящему времени так и не принята. Эта ситуация, возможно, является результатом отрицательной реакции на поправку со стороны религиозного правого фланга в США; статье же 28 Хартии никакого подобного противодействия оказано не было. При этом феминистические организации всё-таки устроили крупные манифестации для выражения своей поддержки включения этого параграфа.
Существует ряд параллелей между Канадской хартией и Международным пактом о гражданских и политических правах, но в определённых случаях текст Пакта более подробен, чем текст Хартии. Например, из статьи 10 Хартии следует право на правовую помощь, а Пакт ясно гарантирует, что человек имеет право на бесплатного адвоката, «если у него нет средств на оплату его услуг».
В Канадской хартии ничего не говорится, по крайней мере, ясно, о социально-экономических правах. По этому вопросу она сильно отличается от Квебекской хартии прав и свобод человека и Международного пакта об экономических, социальных и культурных правах. Некоторые считают, что хозяйственные права должны следовать из статьи 7, гарантирующей право на безопасность личности, и статьи 15, гарантирующей право на равенство, если делать Хартию более похожей на Пакт. Доводом является то, что хозяйственные права связаны с приемлемым уровнем жизни и могут способствовать развитию политических прав в благоприятных условиях. Канадские суды, однако, колеблются по этому поводу, утверждая, что хозяйственные права — вопрос политического свойства и что в позитивном праве законность хозяйственных прав может быть поставлена под сомнение.
Хартия оказала влияние на Декларацию прав в Конституции ЮАР.

## Хартия и национальные ценности
Принятая Хартия задумывалась как источник национальных ценностей и национального единства. По мнению профессора Алана Кернса «первоначальной целью федерального правительства было развитие общеканадской идентичности». Сам Трюдо написал в своих Mémoires, что Канада может впредь считаться обществом, где все равны и разделяют определённые фундаментальные ценности, основанные на принципе свободы, и что все канадцы могут проникнуться ценностью свободы и равенства.
Объединительная цель Хартии была особенно важна в случае прав на передвижение и языковых прав. Писатель Рэнд Дик утверждает, что, по мнению некоторых знатоков, статья 23, гарантирующая право на обучение на языке меньшинства, была «единственной частью Хартии, которой Пьер Трюдо действительно много занимался». Благодаря языковым правам и правам на передвижение, говорящие на французском языке канадцы, оказавшиеся в центре обсуждения национального единства, могут передвигаться по всей Канаде и пользоваться правительственными и образовательными услугами на своём языке. Таким образом, они больше не ограничиваются лишь Квебеком (единственной провинцией, где франкоговорящие проживают в большинстве и где проживает большинство франкоговорящих Канады), что ранее было причиной поляризации страны в региональном смысле. Хартия должна была также стандартизировать прежде различные по всей стране законы и обосновать их на всё том же принципе свободы.
Бывший премьер-министр Онтарио Боб Рей утверждал, что Хартия является символом для всех канадцев, потому что она являет собой такую фундаментальную ценность, как свобода. Профессор же Питер Х. Рассел в этом смысле усомнился в ценности Хартии. Кернс считает Хартию важнейшим конституционным документом в глазах большинства канадцев, который должен служить орудием формирования канадской идентичности. Он также выразил опасения, что некоторые группы общества рассматривают определённые положения как относящиеся лично к ним, а не ко всем канадцам. К тому же, некоторые вопросы, поднятые в Хартии, например аборт и порнография, остаются спорными. Несмотря на это, опросы в 2002 году в итоге показали, что канадцы обычно положительно оценивают значение Хартии для Канады — и это несмотря на то что многие даже не читали её.
Во введении Хартии упоминаются такие ценности, как признание верховенства Бога и господство права, но они оспариваются и мало где могут быть применены. В 1999 году депутат Свенн Робинсон выступил в Палате общин Канады с предложением внести в Хартию поправки для исключения из неё всякого упоминания о Боге, утверждая, что он не видит в нём отражения принципа канадского разнообразия (это предложение, однако, было отклонено). В статье 27 также признаётся сосуществование ряда культур, которое, как утверждает министерство канадского имущества, является дорогой для канадцев ценностью.

## Критика
Хартия прав и свобод пользуется большой популярностью в Канаде; опросы, проведённые в 1987 и 1999, определили, что 82 % канадцев оценивают Хартию положительно (худший результат был в Квебеке: 64 % в 1987 и 70 % в 1999). Однако документ критикуется всеми политическими силами. Профессор Майкл Мандель — один из критиков от левого крыла; он написал, что судьи, в отличие от избираемых политиков, нечувствительны к воле избирателей и не обязаны обеспечивать доступность своих решений для понимания среднего канадского гражданина. По мнению Манделя, это ограничивает демократию. Мандель также утверждает, что Хартия сделала Канаду более похожей на США, уделяя внимание скорее правам предприятий и личным правам, чем коллективным и социальным. Он сожалеет, что в Хартии отсутствует ряд прав, которые он сам включил бы в неё: например, право на медицинское обслуживание и основное право на бесплатное обучение.
Американизация канадской политики воспринимается как процесс, проходящий в ущерб более важным, по мнению канадцев, ценностям. Профсоюзное движение, в частности, разочаровано намеренным умолчанием судами положений Хартии, защищающих различные формы профсоюзной работы, в том числе «право на забастовку».
Беспокойство критиков от правого крыла Мортона и Кнопфа по поводу Хартии вызвало в частности то, что федеральное правительство использует её для ограничения полномочий провинций, присоединяясь к разным просителям и заинтересованным группам. В книге The Charter Revolution & the Court Party Мортон и Кнопф подробно излагают свои подозрения о существовании этой связи, обличающей правительства Трюдо и Кретьена в субсидировании разных спорных групп. Эти правительства использовали, например, программу судебных споров для поддержки требований по праву на обучение на языке меньшинства. Мортон и Кнопф утверждают также, что прокуроры при судах первой инстанции намеренно проигнорировали дела, в которых правительство привлекалось к ответственности за подтверждённое нарушение прав, в том числе прав гомосексуалистов и прав женщин.
Комментируя эту критику, политолог Рэнд Дик отмечает, что, если бы «дальнозоркость» судей была увеличена, они всё равно сохранили бы большинство законов, противоречащих Хартии. Что касается спорных заинтересованных групп, Дик подчёркивает, что «итог не так ясен, как подразумевают Мортон и Кнопф. Все эти группы испытали на собственном опыте не только победы, но и поражения».
Профессор политологии Монреальского университета Чарльз Блатберг, критикует Хартию за способствование дроблению страны как на индивидуальном, так и на коллективном уровне. Вызывая столько рассуждений о правах, Хартия создаёт, по его мнению, конфронтационный климат в канадской политике, усложняя производство общественных благ. Блатберг утверждает также, что Хартия подтачивает канадскую политику, так как это крайне космополитический документ. Наконец, он утверждает, что люди были бы более заинтересованы в поддержке личных свобод, если бы эти свободы выражались не так абстрактно, как это происходит в правовых терминах.